# Iker Bilbao
Iker Bilbao Mendiguren (Larrabetzu, Vizcaya, 20 de marzo de 1996) es un futbolista español que juega como centrocampista en el Real Unión Club de la Primera Federación.

## Trayectoria
Iker llegó en 2015 a la cantera del Athletic Club para jugar en el C. D. Basconia, después de haberse formado en el Danok Bat bilbaíno. Después de realizar la pretemporada con el Bilbao Athletic, en agosto de 2017, fue cedido a la S. D. Gernika por una campaña.
En julio de 2018, después de no haber sido renovado por el club rojiblanco, se marchó a la S. D. Amorebieta. En su tercera campaña en el club, logró el ascenso a Segunda División siendo el autor del gol en la final frente al C. D. Badajoz. Además, el 29 de agosto consiguió el primer tanto del club en Segunda División en un triunfo ante la U. D. Almería (2-1).
El 30 de junio de 2022 firmó por el PAS Giannina de Grecia. Dejó el club en enero de 2024 y antes de acabar el mes se incorporó a la A. D. Alcorcón hasta final de temporada. Una vez esta terminó, fichó por el Real Unión Club.

## Clubes
| Club                   | País   | Año       |
| ---------------------- | ------ | --------- |
| C. D. Basconia         | España | 2015-2017 |
| S. D. Gernika (cedido) | España | 2017-2018 |
| S. D. Amorebieta       | España | 2018-2022 |
| PAS Giannina           | Grecia | 2022-2024 |
| A. D. Alcorcón         | España | 2024      |
| Real Unión Club        | España | 2024-     |